# Slot Neuschwanstein
Neuschwanstein in Beieren is een kasteel in het dorp Hohenschwangau in de gemeente Schwangau bij Füssen in de Allgäu, gebouwd in de tweede helft van de 19e eeuw in opdracht van (de later krankzinnig verklaarde) koning Ludwig II van Beieren (in het Nederlands ook Lodewijk genoemd). Het is zijn beroemdste bouwwerk en met zo'n 1,3 miljoen bezoekers per jaar een populaire trekpleister (zo'n 10.000 mensen per dag in de vakantiemaanden juli en augustus). De bouw werd gestart in 1869 en Ludwigs bedoeling was het oprichten van een middeleeuws ridderslot. Het ontwerp van de burcht werd gemaakt door de theaterarchitect en decorontwerper Christian Jank en voor de uitvoering waren Eduard Riedel en Georg von Dollmann verantwoordelijk. De werken aan het kasteel werden bij het overlijden van Ludwig in 1886 onmiddellijk stilgelegd.
Het kasteel werd oorspronkelijk de Neue Burg Hohenschwangau genoemd, de huidige naam kreeg het in 1886 na de dood van Ludwig. De eerste naam ging terug op de burcht van de heren van Schwangau die zich op dezelfde plaats bevond. De middeleeuwse burcht Schwanstein bevond zich op de plaats van het huidige slot Hohenschwangau.
Ironisch genoeg werd het kasteel, dat gebouwd werd voor één enkele bewoner, zes weken na de dood van Ludwig geopend voor bezoekers. Sindsdien is het een Europese topattractie geworden. Toeristen kunnen te voet naar boven of zich (zoals de koning) per koets naar boven laten voeren. Walt Disney heeft Neuschwanstein bezocht voordat de bouw van zijn eerste themapark begon en het stond model voor het kasteel van Doornroosje in Disneyland in Californië.
Tussen de bergen werd rond 1850 iets hogerop de bekende Marienbrücke gebouwd door koning Maximiliaan II, de vader van Ludwig. Vanaf dit bouwwerk heeft men een mooi zicht op het kasteel.
In 2025 werd het slot Neuschwanstein (samen met slot Linderhof, Königshaus am Schachen, slot Herrenchiemsee) Unesco-Werelderfgoed 

## Geschiedenis

### Achtergrond
In de middeleeuwen bevonden zich op de rots waarop het slot gebouwd werd twee kleine burchten, de Vorderhohenschwangau en aan de andere kant van een diepe gracht, een donjon die men de Hinterhohenschwangau noemde. Deze dubbelburcht was de vestingplaats van de heren van Schwangau die als leenmannen van de Hohenstaufen en Welfen het gebied bestuurden. Het geslacht van de heren van Schwangau stierf uit in de zestiende eeuw. Vanaf de 15e eeuw ressorteerde het gebied onder het huis Wittelsbach. In 19e eeuw bleven er van de burchten alleen nog ruïnes over, de toren van Hinterhohenschwangau was omgevormd tot een uitzichtplatform dat men de Sylphenturm noemde. De ruïnes werden afgebroken voor de aanleg van Neuschwanstein.
Ludwig II bracht een deel van zijn jeugd door op Hohenschwangau, de middeleeuwse burcht Schwanstein die zijn vader Maximiliaan II van Beieren omstreeks 1837 had laten ombouwen naar een kasteel om in te wonen. Het was na de verbouwing dat de naam gewijzigd werd. De ruïnes van Hohenschwangau waren voor de kroonprins een doel van zijn tochten in de omgeving, hij maakte er in 1859 een tekening van in zijn dagboek.

### Ontwerp van het slot

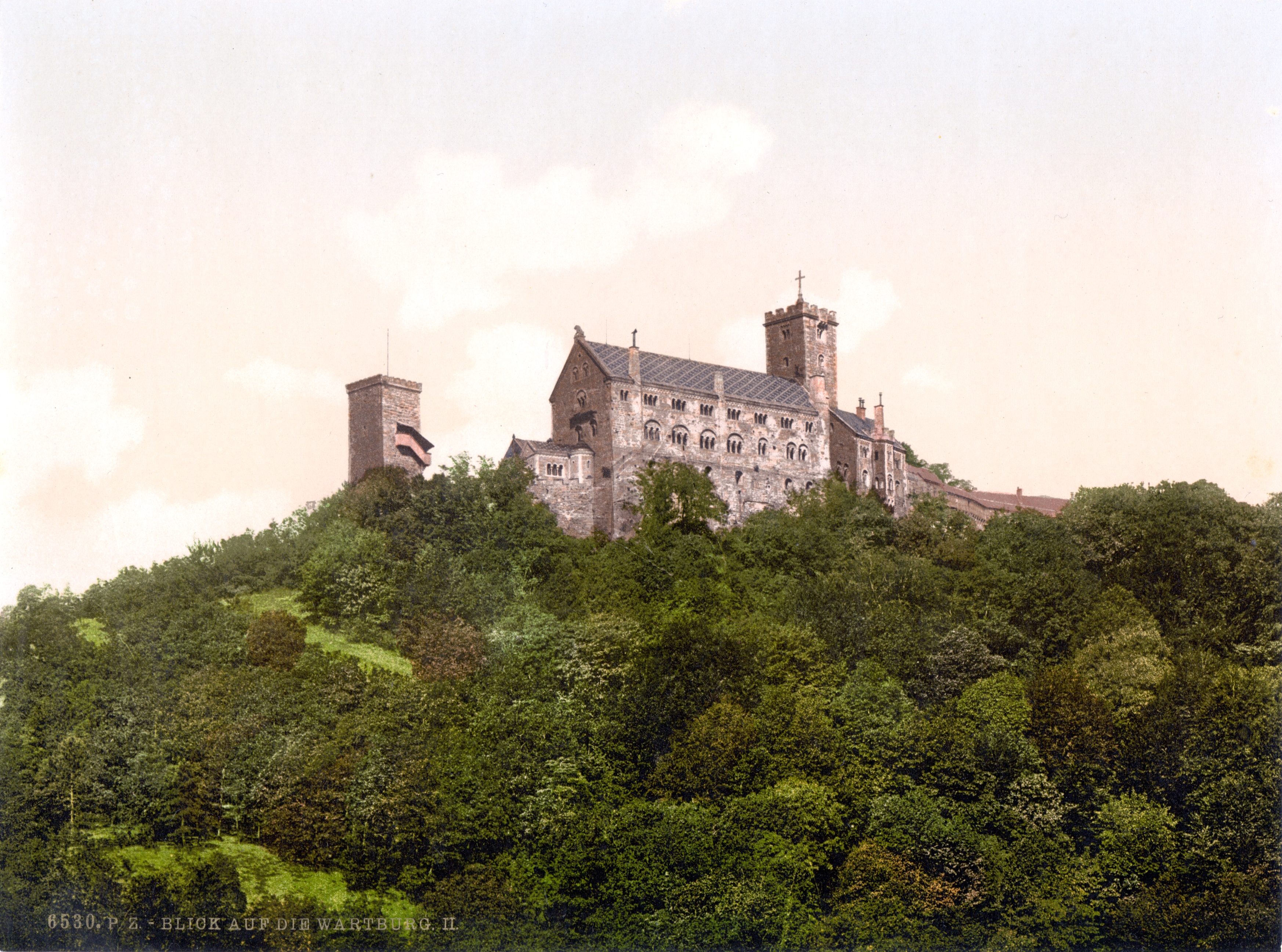
De Wartburg, het voorbeeld voor Neuschwanstein, naar een lithografie van ca.1890-1905

Als hij in 1864 zijn vader opvolgt op de troon wordt de wederopbouw van het middeleeuwse Hohenschwangau zijn eerste grote bouwproject. Na de ridderburcht die later Neuschwanstein zal genoemd worden, volgden het lustslot Linderhof (1870-1886) in rococostijl, zijn lievelingsverblijf en daarna het slot Herrenchiemsee (1878-1885) een paleis in barokstijl, dat hij liet bouwen na een bezoek aan Versailles in 1874, het Beierse Versailles waar hij reeds lang van droomde.

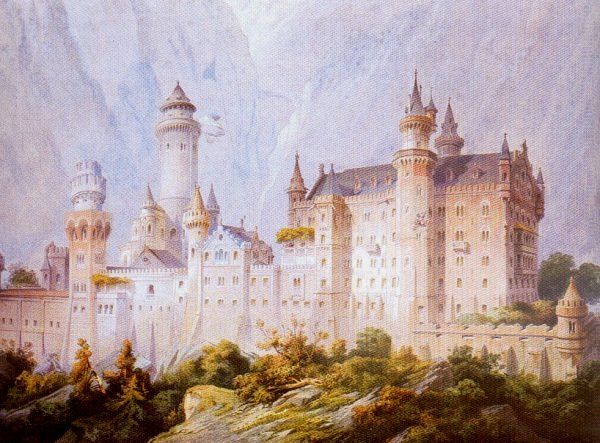
Het ontwerp voor Neuschwanstein van 1869 is gebaseerd op de Wartburg, maar geromantiseerd.

De inspiratie voor het te bouwen kasteel deed Ludwig op tijdens twee reizen. In mei 1867 bezocht hij met zijn broer Otto de heropgebouwde Wartburg in Eisenach en in juli van dat jaar bezocht hij in Frankrijk het kasteel van Pierrefonds dat in die tijd gerestaureerd en heropgebouwd werd door Eugène Viollet-le-Duc. Deze kastelen belichaamden voor de koning zijn dromen van middeleeuwse ridderkastelen en van de plaatsen die beschreven werden in de opera’s van Richard Wagner. Diens Tannhäuser - ook Tannhäuser und der Sängerkrieg auf Wartburg genoemd - en de opera Lohengrin hadden een blijvende indruk gemaakt op de koning. De koning wou zich met dit kasteel een privétoevluchtsoord bouwen waar hij ver weg van München zijn middeleeuwse fantasieën kon beleven in de vertrouwde omgeving van zijn kindertijd.
Door het overlijden van zijn grootvader Lodewijk I van Beieren, die in 1848 afgetreden was als koning ten gunste van zijn zoon omwille van een liefdesaffaire met danseres Lola Montez, kwamen de apanages van zijn grootvader terug aan de kroon, wat hem financieel meer armslag gaf.
Ludwig gaf opdracht aan Christian Jank voor het maken van een ontwerp dat door de architect Eduard Riedel werd omgezet in concrete bouwplannen. Aanvankelijk wilde de koning de ruïnes in het gebouw integreren, maar hiervan werd afgezien omwille van de technische moeilijkheden. De eerste plannen die stilistisch op de Nürnberger Burg waren gebaseerd met een slanke burcht op de plaats van de vroegere Vorderhohenschwangau, werden afgewezen en de ontwerpen werden groter en groter om uiteindelijk in een grote burcht met de Wartburg als model te resulteren. De koning was van zeer nabij bij de bouw betrokken en liet zich alle ontwerpen ter goedkeuring voorleggen, vandaar wordt weleens geopperd dat Neuschwanstein zijn eigen werk is veel meer dan dat van de architecten.

### Bouw

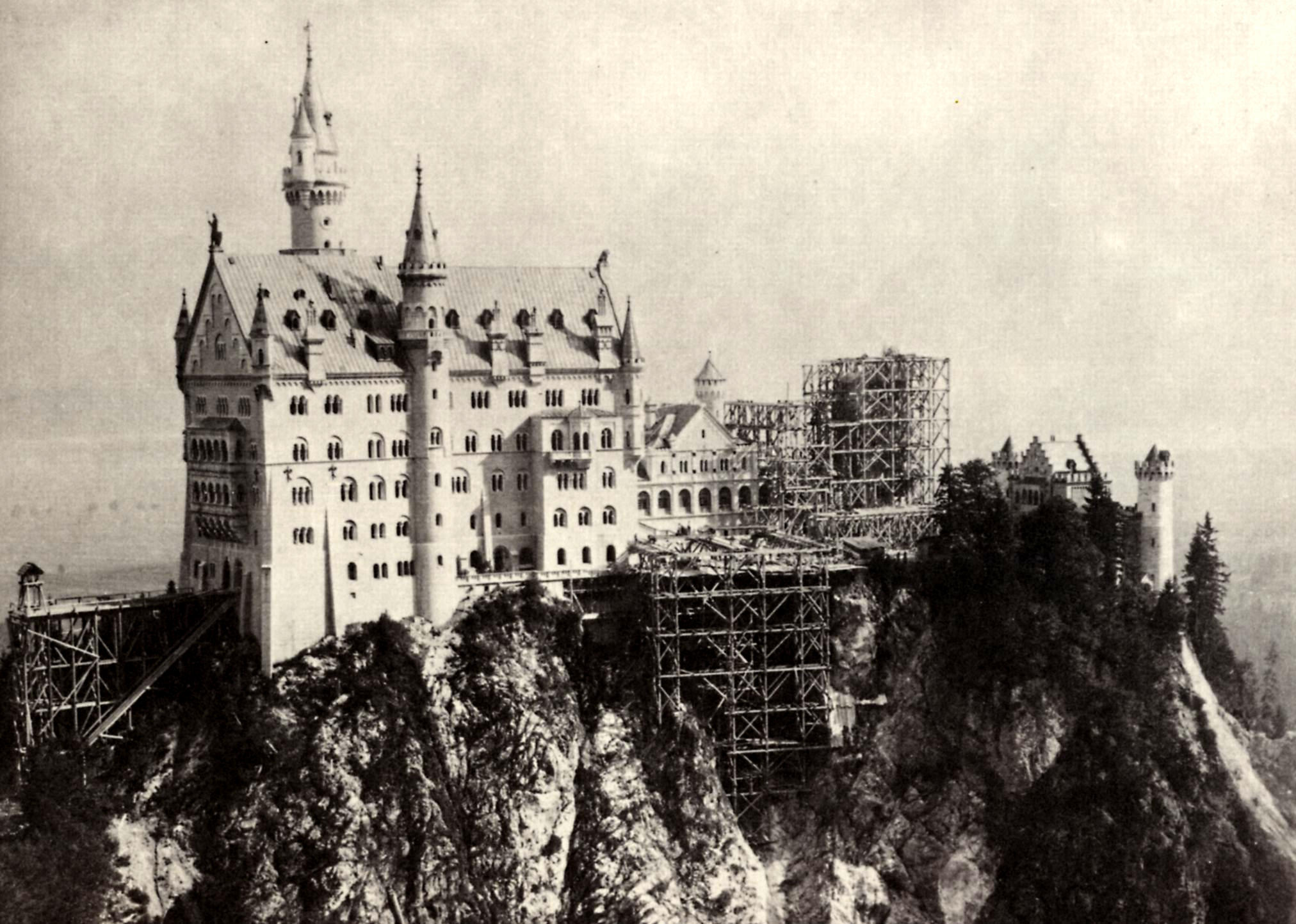
Neuschwanstein gedurende de bouwwerken: de kemenade ontbreekt nog en de vierkante toren is in opbouw, foto tussen 1882 en 1885

In een brief van 13 mei 1868 aan Richard Wagner schrijft Ludwig over zijn plannen voor de bouw van het kasteel. Hij gaat er daarbij van uit dat het hele project binnen drie jaar gerealiseerd zal zijn. Dat bleek een grondige misrekening.
Het werk op de bouwplaats begon in de zomer van 1868. Om te beginnen werd er tot 8 meter gesteente afgevoerd om plaats te maken voor de fundering. De toegangsweg werd in juni 1869 voltooid. De eerste steen werd gelegd op 5 september 1869; volgens de traditie die door Lodewijk I ingezet was, werden het bouwplan, portretten van Ludwig II en munten uit zijn regeringsperiode ingemetseld.
Men begon met het poortgebouw waaraan gewerkt werd van 1869 tot 1873. In juni 1872 werd het hoogste punt daarvan bereikt, en eind 1873 was het klaar voor gebruik. De bovenverdieping van dit gebouw diende Ludwig jarenlang tot woonruimte. De bouw van het eigenlijke kasteel begon in september 1872. In 1874 nam Georg von Dollmann de leiding van de werken over van Eduard Riedl.
Terwijl de bouwwerken vorderden werden de wensen van de koning steeds groter en de plannen en budgetten moesten meermaals herzien worden. Zo wilde hij bijvoorbeeld dat er een grote troonzaal werd gebouwd waar oorspronkelijk slechts een werkkamer voorzien was. Dat vereiste nogal wat inventiviteit van de bouwers, en resulteerde wegens stabiliteitseisen in de toepassing van nieuwe technologieën, zoals de integratie van een ommantelde staalconstructie in het ontwerp. Ook de gastenkamers uit het originele ontwerp werden afgevoerd om plaats te maken voor een grote Moorse zaal die uiteindelijk wegens geldgebrek niet gebouwd werd.
Het kasteel werd in baksteen gebouwd en later met andere steensoorten bekleed en afgewerkt. De witte kalksteen waarmee de gevelbekleding werd uitgevoerd komt uit de nabij gelegen steengroeve Alter Schrofen. De zandsteen waarin de portalen en de erkers werden uitgevoerd komt uit Schlaitdorf in het Schönbuchgebied bij Stuttgart. Voor de vensters, de gewelfbogen, de zuilen en de kapitelen werd marmer uit de Untersberg bij Salzburg gebruikt. Om de bouwmaterialen aan te voeren werd een met stoom aangedreven kraan gebouwd en een andere stoomkraan zorgde voor verplaatsing van materialen op de bouwwerf zelf.
De bouwplaats was gedurende twintig jaar de grootste werkverschaffer in de streek, omstreeks 1880 werkten dagelijks ongeveer 200 mensen op de werf, leveranciers en indirect betrokken werkkrachten niet meegerekend. Bij dringende opdrachten van de koning kon dit oplopen tot 300 mensen per dag en werd er ’s nachts onder het licht van olielampen doorgewerkt. Statistieken uit 1879-1880 geven een idee van de hoeveelheden bouwmateriaal die gebruikt werden: 465 ton marmer uit Salzburg, 1550 ton kalksteen, 400.000 tegels en 2050 kubieke meter hout. In 1870 werd een soort ziekte- en ongevallenverzekering opgericht waardoor mits een kleine bijdrage van de werknemer aangevuld met een substantiële bijdrage van de koning, het loon van zieke of gekwetste arbeiders verder uitbetaald werd. Ook voor de familie van de arbeiders die omkwamen bij een ongeval was een rente voorzien, wat in die tijd zeker niet gebruikelijk was. In totaal zouden 39 mensen bij de bouw zijn omgekomen, wat voor een dergelijk project in de toenmalige arbeidsomstandigheden zeer weinig is.
Oorspronkelijk was de oplevering van het slot voorzien voor 1872, maar het kasteel was zelfs niet afgewerkt bij de dood van de koning in 1886. Het hoogste punt van het kasteel werd pas bereikt in januari 1880 en de decoraties en technische infrastructuur waren op details na gereed medio 1884. In 1880 werd Dollmann bedankt voor zijn diensten en werd de leiding over de bouwwerken overgedragen aan Julius Hofmann. Ludwig heeft zijn kasteel nooit 'af' gezien; de laatste onderdelen werden pas (in sterk vereenvoudigde vorm ten opzichte van de originele plannen) voltooid in 1892, zes jaar na zijn dood, onder de leiding van Hofmann. Het gebouw stond toen al even open voor het brede publiek.

### Het verblijf van Ludwig II in Neuschwanstein

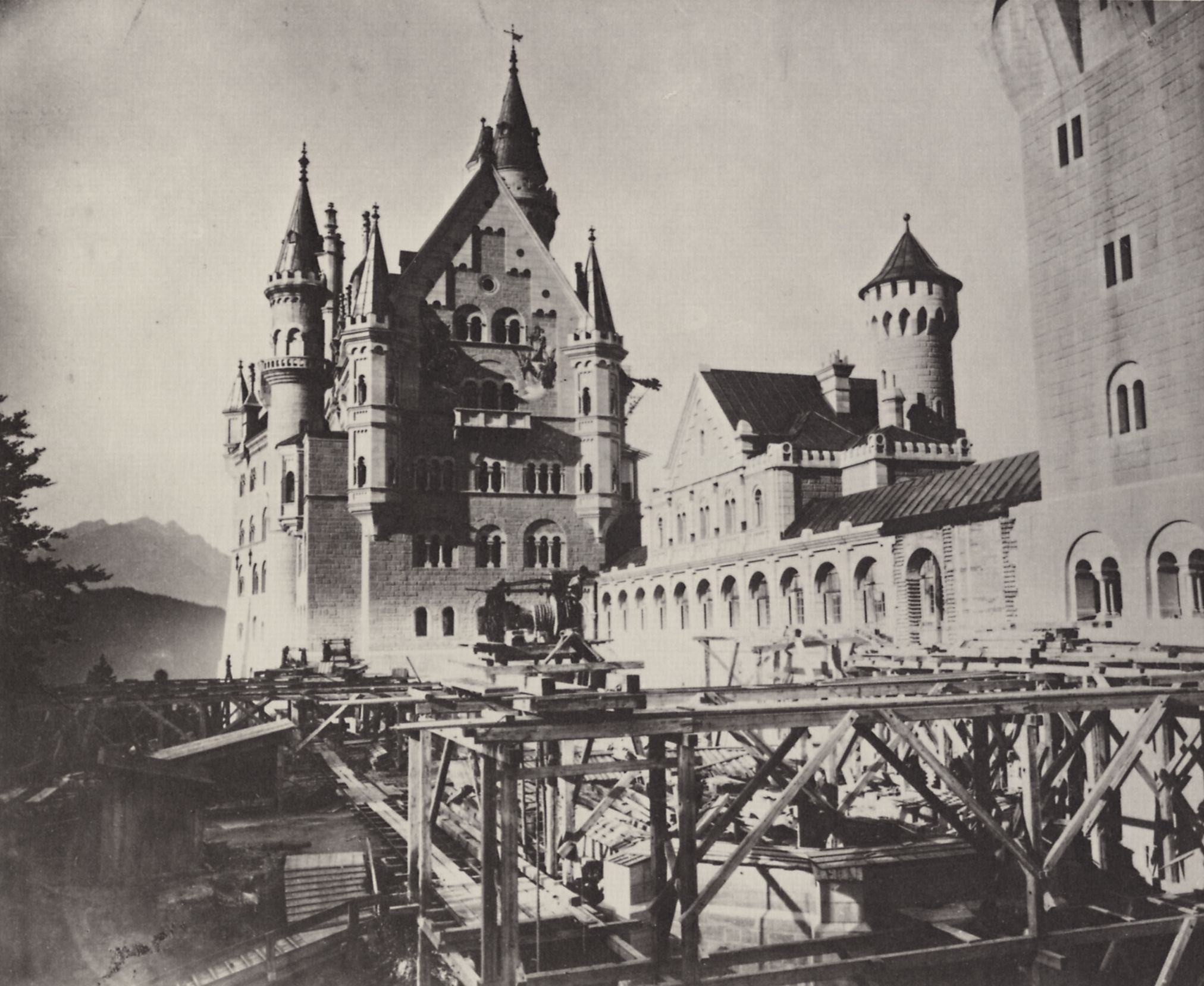
Bouw van het Slot Neuschwanstein

Vanaf 1884 kon de koning het kasteel bewonen, al bracht hij er in totaal slechts 186 dagen door tot zijn dood. Het gebouw leek tijdens zijn verblijf bovendien nog altijd meer op een grote bouwwerf dan op een kasteel.
Het slot had vooral een verblijfsfunctie. Ondanks zijn grootte was het niet geschikt voor bestuursfuncties: buiten de privévertrekken van de koning en kamers voor het personeel was er geen geschikte plaats voor een hofhouding. Aan het verblijf van de koning was dan weer wel ontzettend veel aandacht geschonken. Zo was er een voor Ludwig voorziene bewoonbare schouwburg, ter ere van het leven en het werk van Richard Wagner. Die heeft het kasteel echter nooit bezocht. De bouw van een kemenade was bijvoorbeeld een directe verwijzing naar het tweede bedrijf van Lohengrin waar een van de taferelen zich in een dergelijke plaats afspeelt, maar had verder geen praktisch nut. 
In 1885 ontving Ludwig zijn moeder, de voormalige koningin Marie, in het slot ter gelegenheid van haar zestigste verjaardag.
Ludwig financierde zijn bouwprojecten uit eigen middelen en putte niet uit de staatskas. De bouwkosten voor het kasteel waren bij de dood van de koning opgelopen tot 6.180.047 goudmark, waar oorspronkelijk op 3,2 miljoen goudmark was gerekend. Om de kosten te dekken ging Ludwig meer en meer kredieten opnemen en in 1883 had hij al een schuld van zeven miljoen goudmark opgebouwd. In 1885 dreigden zijn schuldeisers met inbeslagname van zijn privégoederen.
De schuldproblemen van de koning verschaften de Beierse regering in 1886, naast zijn zogezegde krankzinnigheid, de kans om hem af te zetten. Op dat moment bevond de koning zich in Neuschwanstein, het was het laatste van de kastelen die hij had laten bouwen dat hij bewoonde. De regeringscommissie die op 10 juni 1886 naar Neuschwanstein was gekomen om de koning af te zetten, liet hem opsluiten in het poortgebouw. Nadat de commissieleden waren vrijgelaten en terug naar München waren gereisd, kwam er op 11 juni een tweede commissie onder de leiding van Bernhard von Gudden die als belangrijk en gerespecteerd medicus jarenlang psychiater was van de koninklijke familie van Beieren. De koning moest het kasteel in de nacht van 11 op 12 juni verlaten. Op 13 juni werden de koning en Von Gudden na een wandeling dood aangetroffen in het meer van Starnberg.

### Van 1886 tot heden

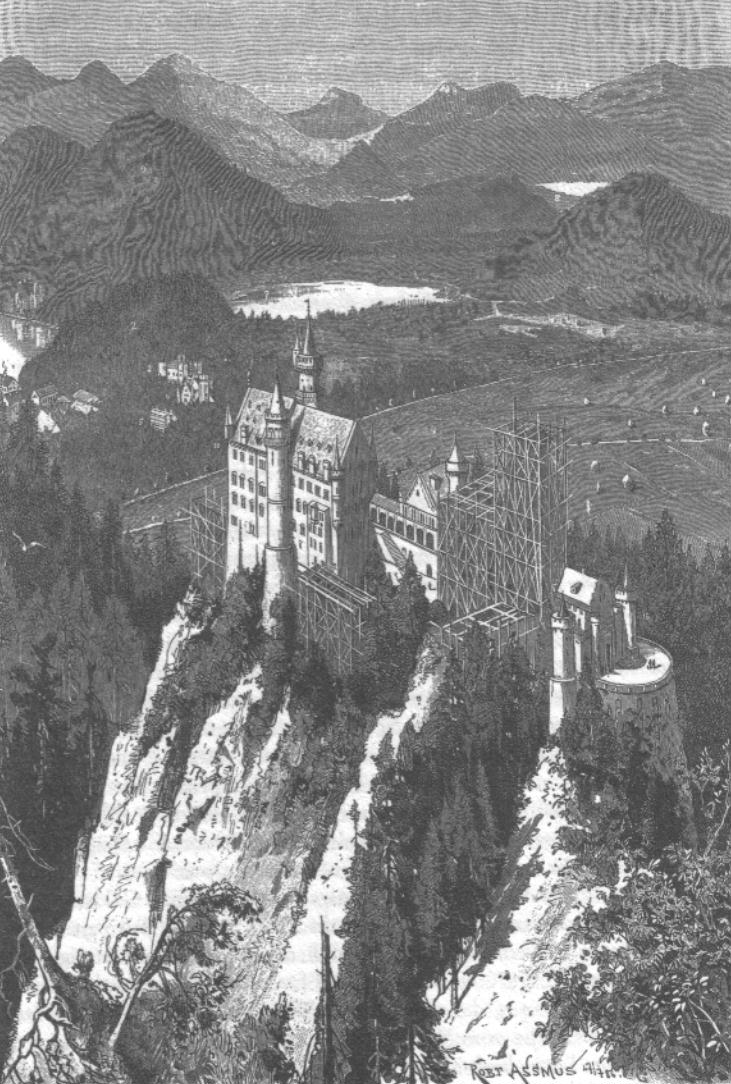
Neuschwanstein 1886 bij de dood van Ludwig II, uit Die Gartenlaube

Zoals reeds vermeld werd was de bouw nog niet afgerond bij de dood van de koning. Het torengebouw en het paleis waren aan de buitenzijde nagenoeg volledig afgewerkt en de grote vierkante toren was in opbouw. Bij de latere afwerking van de rest van het gebouw werd het oorspronkelijke plan, ongetwijfeld uit geldbesparing, niet meer gevolgd. De kemenade, waarvan de bouw nog moest beginnen. werd uiteindelijk nog gerealiseerd, zij het in vereenvoudigde vorm, maar de arcade die de kemenade moest verbinden met het poortgebouw werd afgevoerd. Ook de voorziene slotkapel en de verdedigingstoren (bergfried) werden niet meer gebouwd, net als de tuin en de terrassen die aan de westzijde van het kasteel hadden moeten komen. Andere delen van het kasteel die nooit gerealiseerd werden waren de bouw van een ridderbad dat voorzien was bij het ridderverblijf, een bruidskamer in de kemenade, een banketzaal en gastenkamers op de eerste en tweede verdieping. Sommige delen van het kasteel hadden, wegens de grootte ervan, zelfs nog geen bestemming. In 1892 werd het kasteel dan uiteindelijk helemaal voltooid.
Het is nooit Ludwigs bedoeling geweest dat het slot zou worden opengesteld voor een breed publiek. Desalniettemin werd het door de regering voor betalende bezoekers geopend, amper zes weken na Ludwigs dood, om met de toegangsgelden de uitstaande kredieten te kunnen afbetalen. Dit was een succesvolle beslissing, aangezien het toerisme in deze periode helemaal tot bloei begon te komen. De romantische gebouwen spraken tot de verbeelding van de vele bezoekers. Het duurde uiteindelijk nog tot 1899 vooraleer al Ludwigs schulden waren vereffend. Het gebouw heeft sinds de openstelling ervan al als decor gediend voor talrijke films en boeken.
Neuschwanstein kwam beide wereldoorlogen onbeschadigd door. Tijdens de Tweede Wereldoorlog werd het gebruikt als opslagplaats voor in Frankrijk geroofde kunstwerken, die netjes werden gefotografeerd en gecatalogiseerd. Op het einde van de oorlog werden 35 fotoalbums gevonden die een beeld gaven van de omvang van de georganiseerde diefstal. Die albums worden nu bewaard door de National Archives and Records Administration in de Verenigde Staten. Ook de goudvoorraden van de Deutsche Reichsbank werden in het kasteel opgeslagen tegen het einde van de oorlog, maar ze verdwenen enkele dagen voor de geallieerden het kasteel overnamen en zijn tot op heden niet teruggevonden. Het had niet veel gescheeld of Neuschwanstein bestond deze dag niet meer. De Schutzstaffel wou het paleis en de Franse roofkunst opblazen om te voorkomen dat het paleis in handen zou vallen van de Geallieerden, maar de SS-Gruppenführer die het paleis moest opblazen weigerde dat te doen waardoor de geallieerden het paleis intact aantroffen.
Neuschwanstein wordt wereldwijd gezien als de verzinnebeelding van de romantiek. Het was de draaiset voor films zoals Ludwig II uit 1955 van Helmut Käutner en de gelijknamige film uit 1972 van Luchino Visconti. Kunstenaars zoals Andy Warhol gebruikten het als thema. Er is ook een meteoriet naar het kasteel genoemd, die op 6 april 2002 in de directe omgeving neerviel. Van die meteoriet is tot op heden ongeveer 6 kg geborgen.
Toen in 2007 de zeven nieuwe wereldwonderen werden gekozen strandde Neuschwanstein op de achtste plaats. Eind 2024 werd het slot genomineerd voor opname in de Werelderfgoedlijst, samen met andere paleizen van koning Ludwig II van Beieren: Linderhof, Schachen en Herrenchiemsee.
Door de steile rotswanden, bewegingen in de fundering van het kasteel en het harde klimaat dat een destructieve invloed heeft op de kalkstenen façade van het gebouw dienen er op regelmatige basis restauraties te gebeuren.

## Beschrijving van het slot

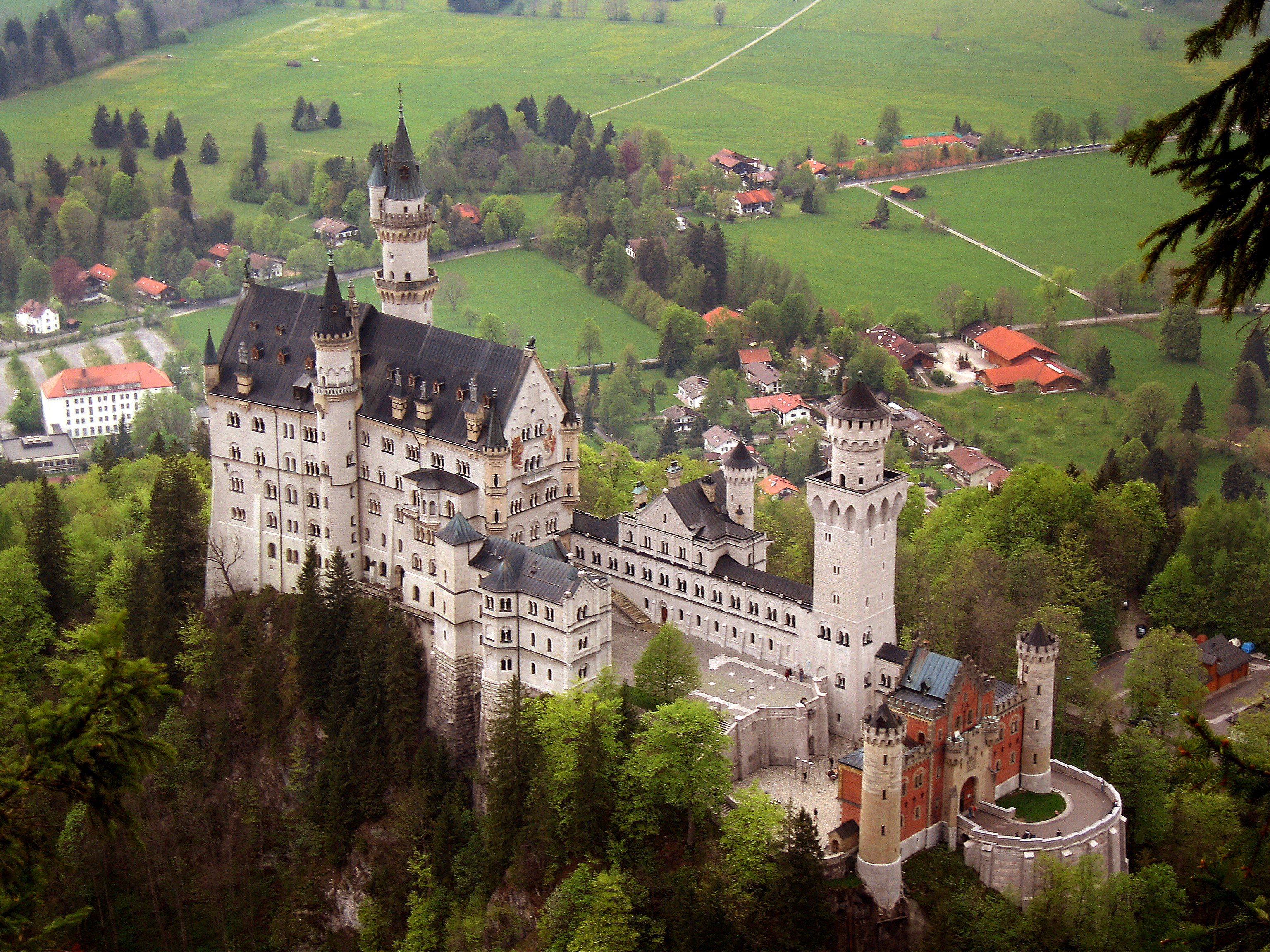
Gezien vanuit het zuidoosten: links ziet men het paleis, met daarnaast de gebouwen rond de binnenplaats met de kemenade en de ridderzaal. Rechts daarvan ziet men de toren en het poortgebouw.

Slot Neuschwanstein bestaat uit meerdere gebouwen die over een lengte van ongeveer 150 meter aaneensluitend gebouwd werden op een rotsplatform. Het uitgestrekte gebouw is met talrijke torens, siertorentjes, puntgevels, balkons, kantelen en beeldhouwwerk versierd. De vensteropeningen van het hoofdgebouw zijn in romaans aandoende dubbelbogen of drievoudige bogen uitgevoerd. Het gebouw met de Tegelberg en de kloof van de Pöllat op de achtergrond of voor het decor van de Voor-Alpen met zijn talrijke meren tussen de heuvels, biedt vanuit alle richtingen gezien een schilderachtige aanblik. In tegenstelling tot de meeste middeleeuwse ridderburchten die over eeuwen groeiden en werden uitgebouwd, werd deze zogezegde ideale ridderburcht in een keer ontworpen en in elkaar opvolgende fases uitgevoerd. De burcht was bedoeld als het prototype van een middeleeuws kasteel, maar de bouwelementen die essentieel waren voor de verdediging van een middeleeuwse burcht ontbraken volledig in Neuschwanstein.

### De gebouwen

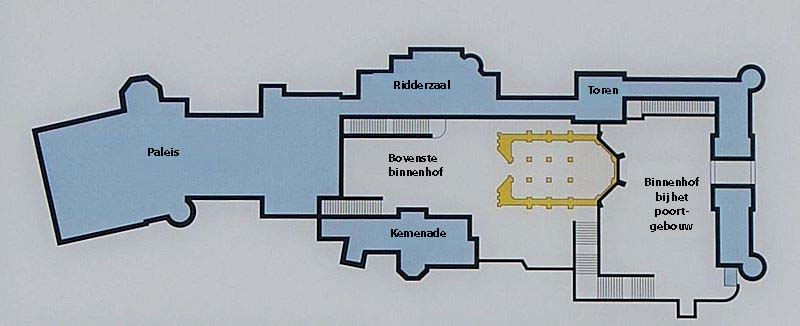
Grondplan van het kasteel, de geplande maar nooit gebouwde kapel is in het geel weergegeven

Men komt het kasteel binnen via het poortgebouw dat uit twee symmetrische vleugels bestaat die elk aan de buitenzijde geflankeerd worden door een ronde toren. Het poortgebouw is het enige onderdeel van het kasteel dat afwijkend is van kleur. De muren langs de buitenkant zijn met rode tegels bezet en langs de binnenhof is de gevel met gele kalksteen bekleed. De kroonlijst is van kantelen voorzien langs beide zijden van het gebouw. In de verdieping boven de poort, voorzien van een trapgevel, werd de eerste woning voor Ludwig ingericht, zodat hij van daar de bouwwerken kon volgen. De wapens van het Beierse koningshuis waren aangebracht in de gevel boven de poort. De poortgebouwen zelf waren bedoeld als stallingen.
De binnenhof aan het poortgebouw wordt aan de noordzijde begrensd door een arcade en de grote vierkante toren, de zuidzijde werd open gelaten met zicht op het achterliggende berglandschap. Langs de westzijde wordt het binnenhof begrensd door een pui, die de vorm heeft van het koor van de geplande kapel die echter nooit werd gebouwd, en een trap die naar het bovenste binnenhof leidt. De 45 meter hoge vierkante toren achteraan de noordzijde van het eerste binnenhof heeft vooral een decoratief doel. Van op het uitzichtplatform bovenaan de toren heeft men een prachtig uitzicht op het omringende landschap.
De bovenste binnenhof wordt aan de noordzijde begrensd door de ridderzaal of het ridderverblijf, de plaats waar de mannen zich ophielden en gevestigd waren in de middeleeuwse burcht, maar de naam dekt de functie niet want dit deel van het gebouw bestond eigenlijk uit dienstvertrekken. Aan de zuidzijde vindt men de kemenade of de vrouwenkamer en vrouwenvertrekken. De kemenade in Neuschwanstein werd evenmin ooit in die functie gebruikt. Deze indeling moest de Antwerpse burcht Het Steen in herinnering brengen die in het eerste bedrijf van Wagners Lohengrin de plaats van handeling was.
Aan de westelijke zijde van de binnenhof bevond zich het paleis, het eigenlijke woongedeelte. Het gebouw telt vijf verdiepingen en bestaat uit twee balkvormige ruimtes die in een kleine hoek op elkaar aansluiten en op die manier het beschikbare grondoppervlak van de rots volgen. De gebouwen hebben allebei een hoog zadeldak. In de hoeken waar de beide gebouwen op elkaar aansluiten zijn twee torens gebouw met binnenin een wenteltrap. De noordelijke toren vormt het hoogste punt van de burcht. In de westelijke gevel is een groot balkon met zicht op de Alpsee uitgebouwd.

#### Stijlkenmerken
In de 19e eeuw kan men in Duitsland spreken van een periode van de burchtenromantiek met bouwwerken zoals Slot Hohenschwangau, Slot Lichtenstein, de Burg Hohenzollern en talrijke burchten uit de Rijnstreek zoals slot Stolzenfels bij Koblenz. Ook het door Ludwig geplande, maar niet gerealiseerde Falkenstein, kan men in deze strekking onderbrengen. Door architectuurcritici werd Neuschwanstein dikwijls als kitsch afgedaan, maar tegenwoordig worden de door Ludwig gebouwde kastelen gerekend tot de belangrijkste werken van het historisme.
Het slot is een typisch voorbeeld van de 19e-eeuwse architectuur. Het is een eclectische vermenging van verschillende stijlen. De romaanse rondbogen zijn gecombineerd met de naar de hoogte strevende lijnen van de gotiek en de troonzaal is ingericht in Byzantijnse stijl. Dat alles wordt ondersteund door de technische mogelijkheden van het einde van de negentiende eeuw. De buitengevel langs de binnenhof is dan weer versierd met gevelschilderingen van Maria, de patrones van Beieren en de heilige Joris in de typische stijl van de Lüftlmalerei uit de Allgäu. Niet uitgevoerde ontwerpen voor het ridderhuis verwezen op hun beurt al naar de jugendstil.

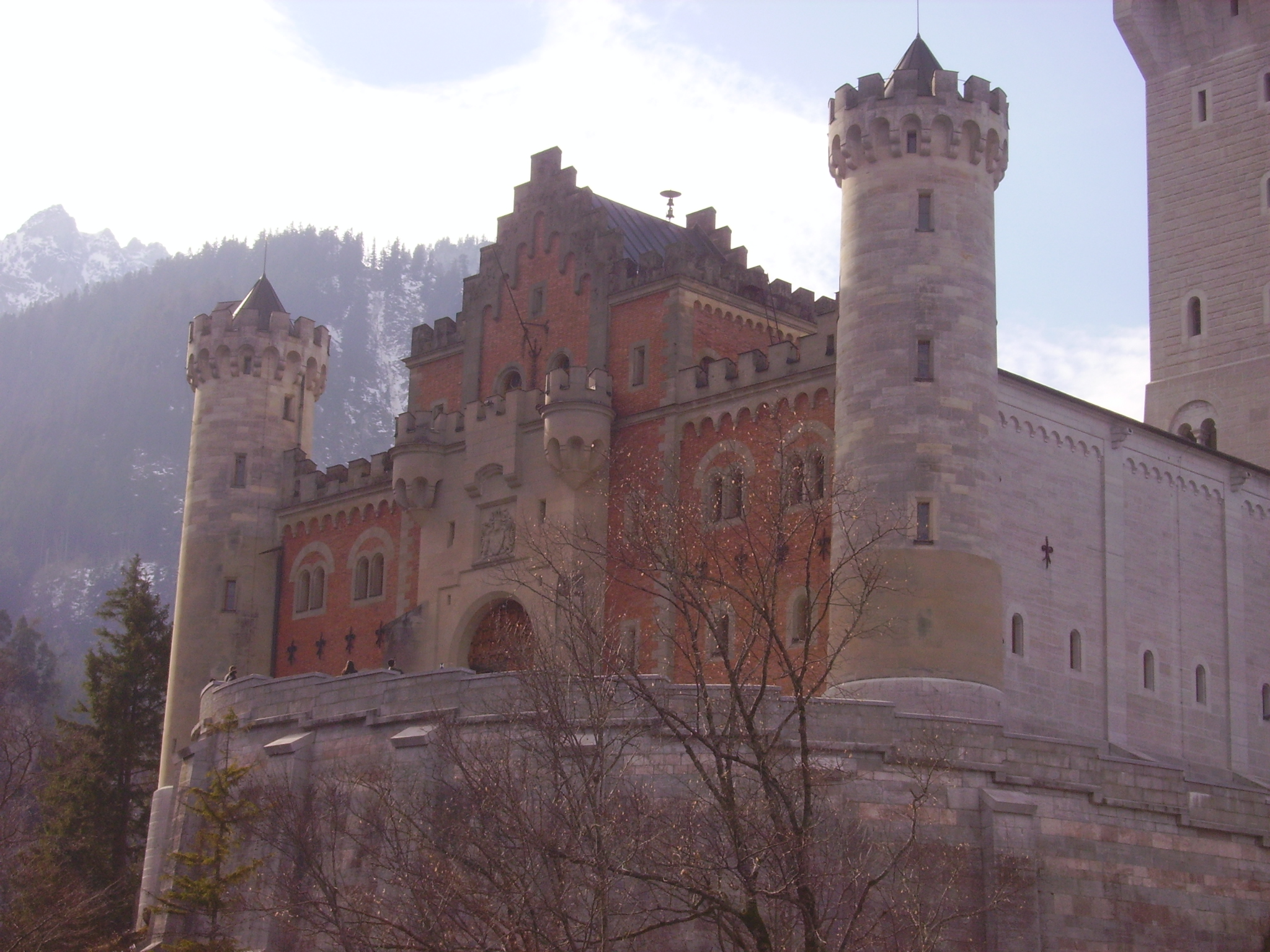
Poortgebouw
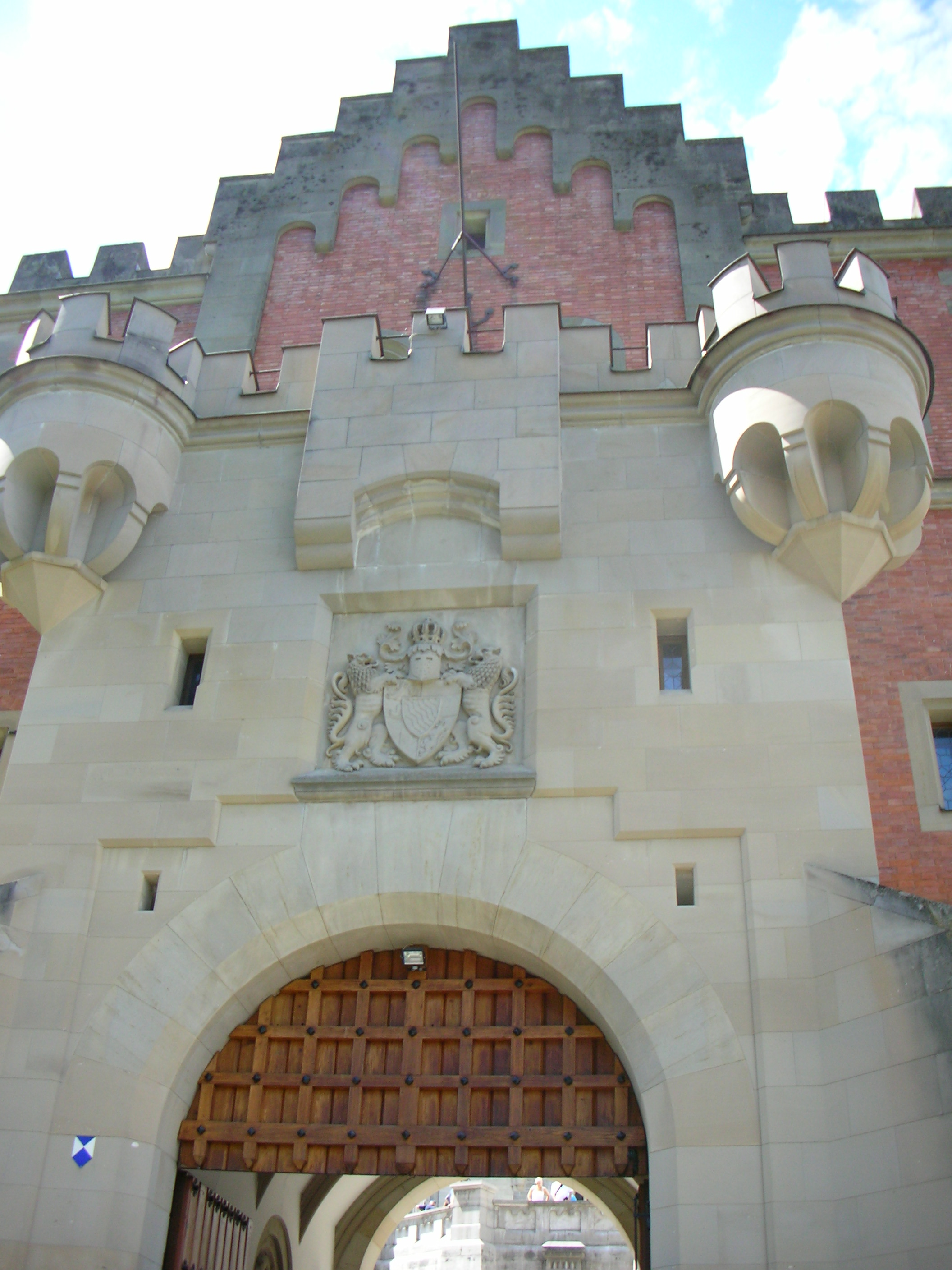
Koninklijke wapens boven de poort
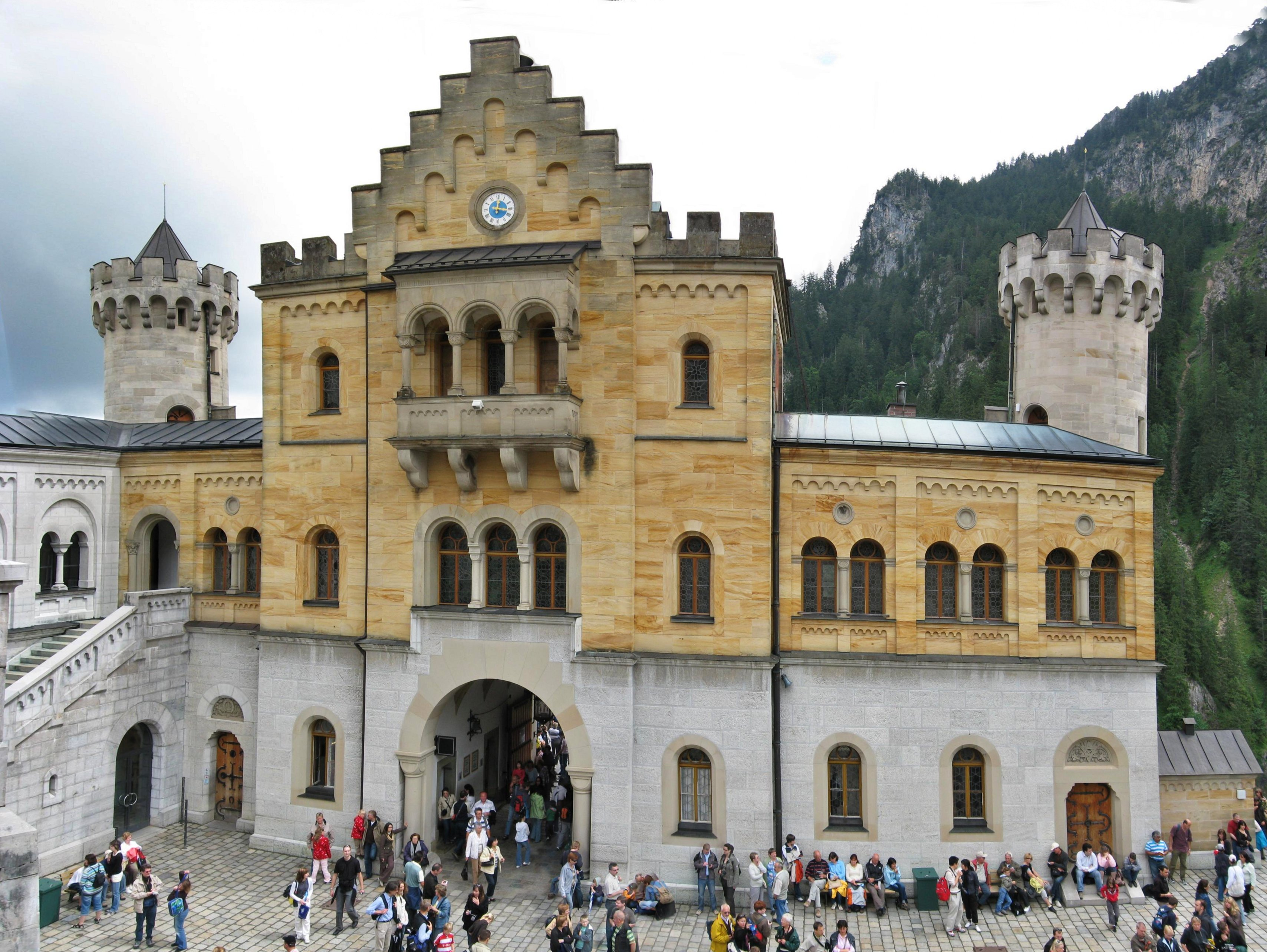
Zicht van op het binnenhof bij de poort
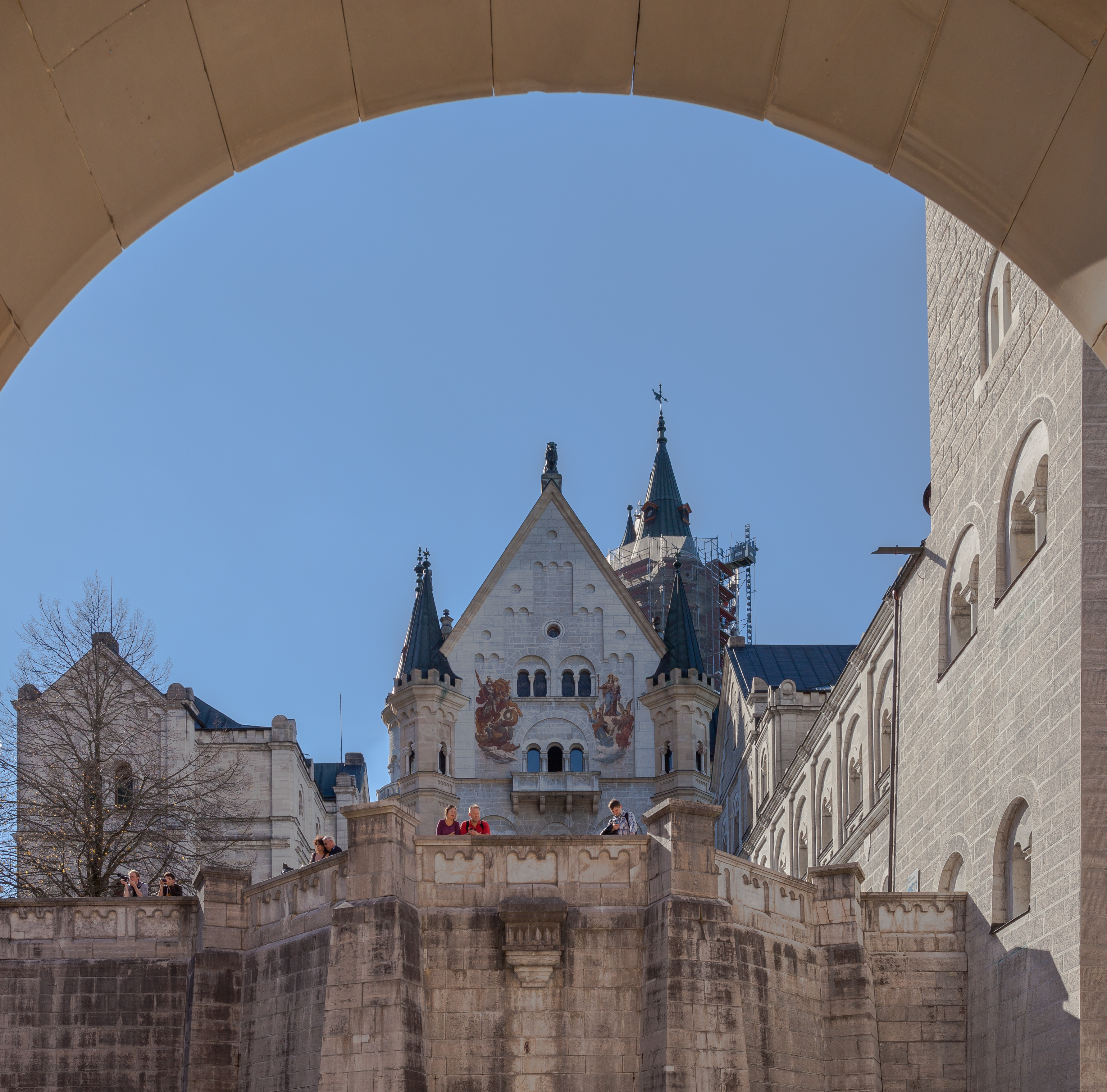
Pui die het onderste binnenhof afsluit
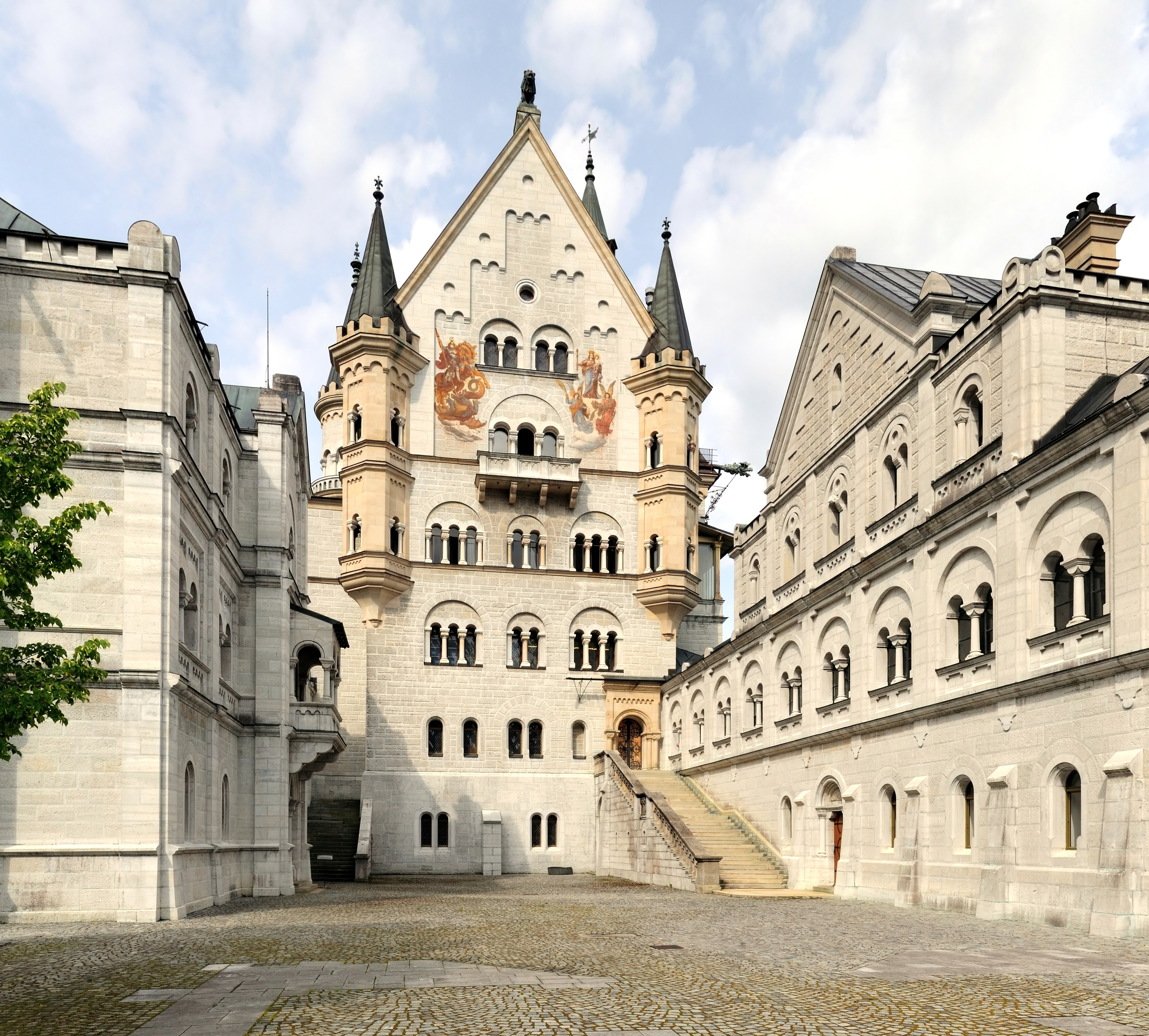
Bovenste binnenhof, zicht op het paleis
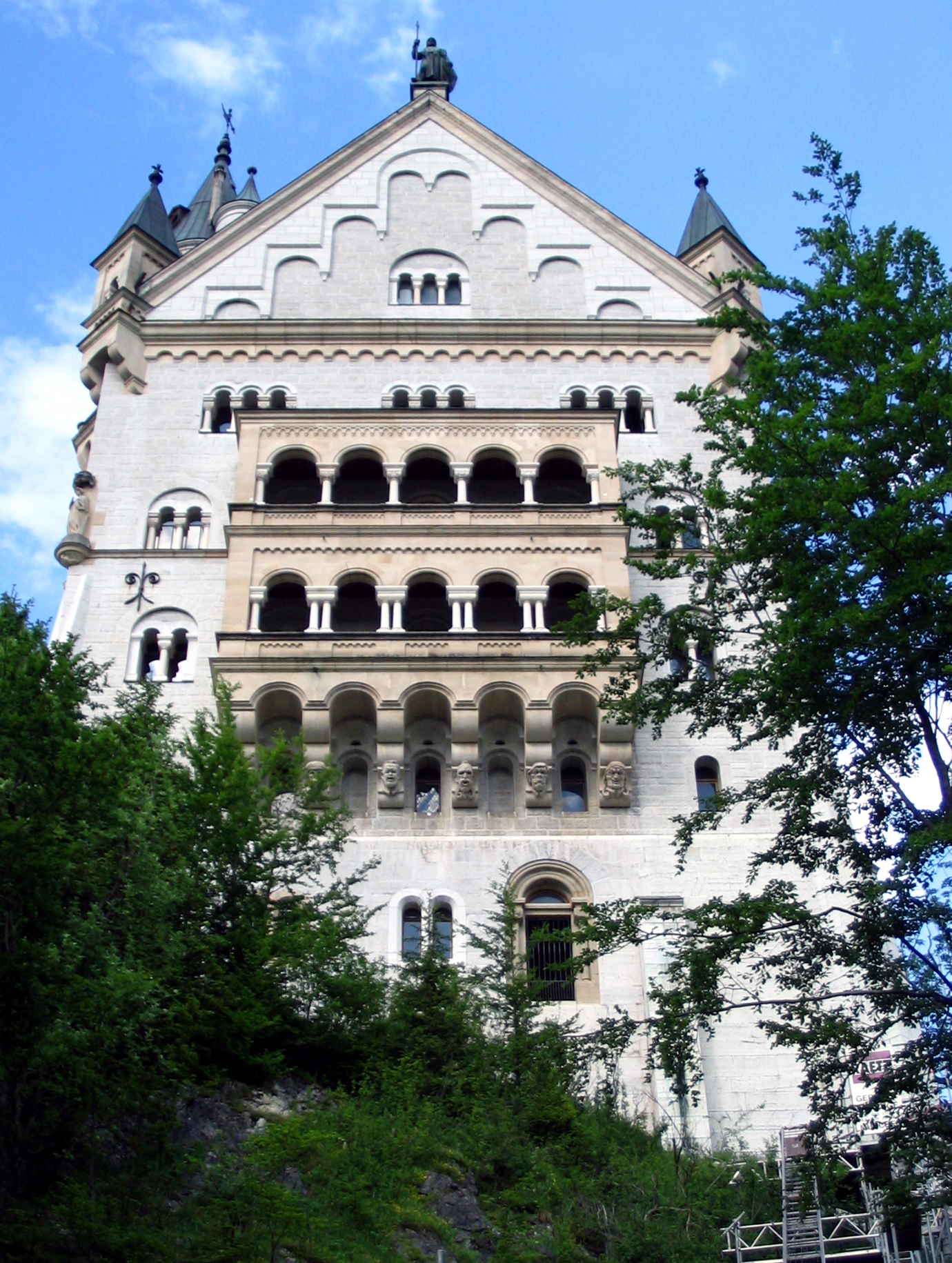
De westelijke gevel van het paleis met zijn balkon
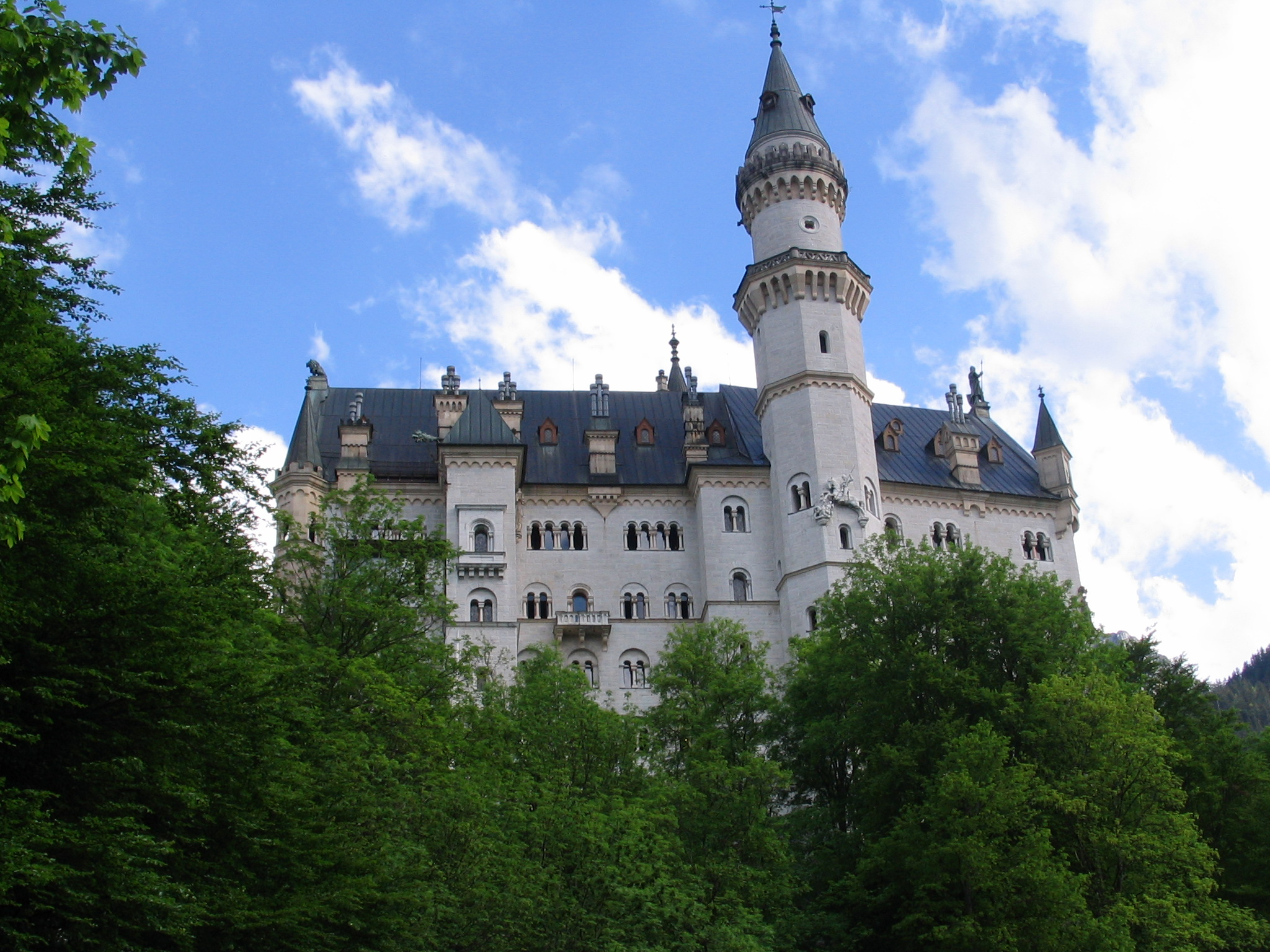
De noordelijke gevel van het paleis
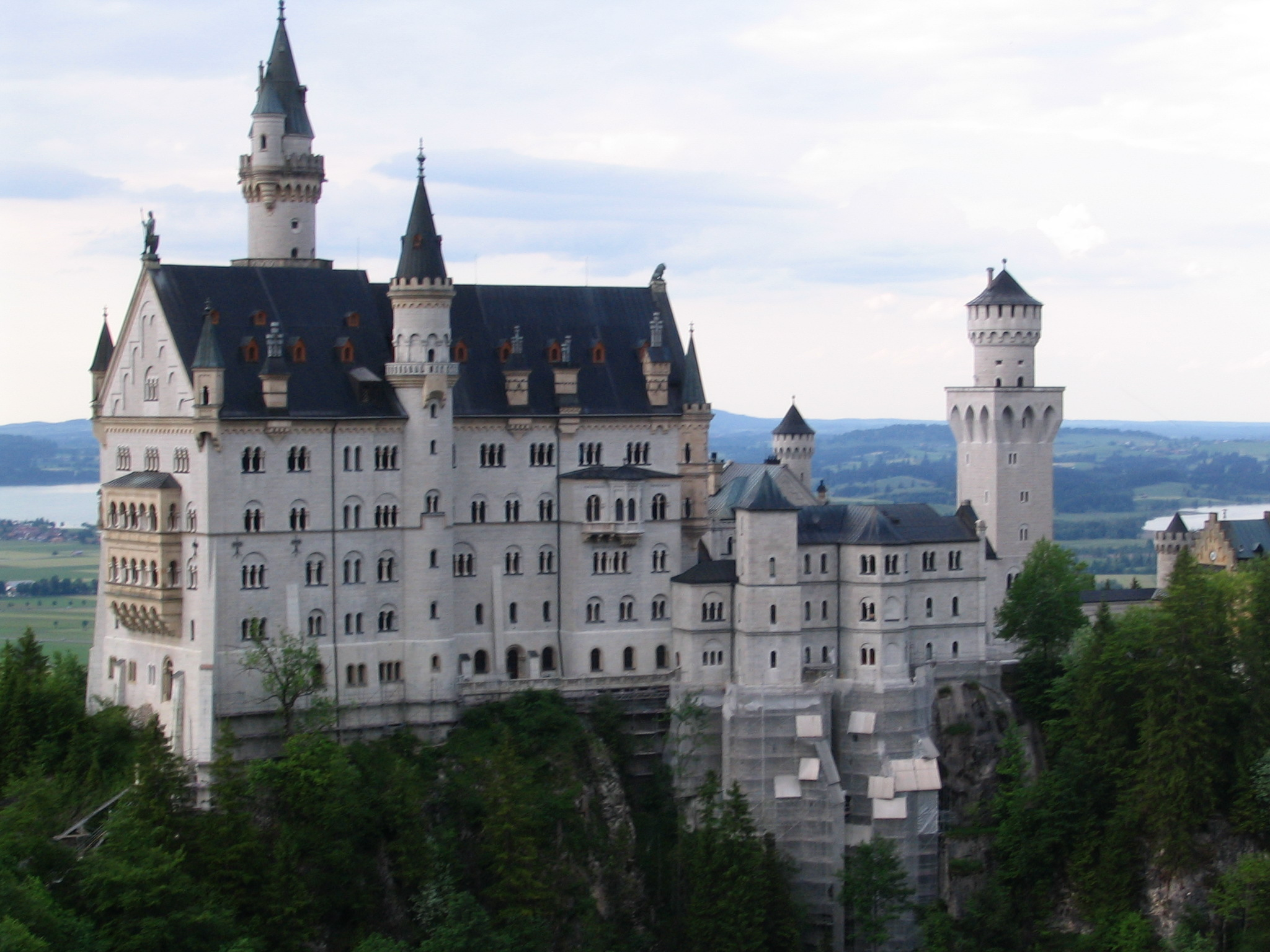
De zuidelijke gevel van het paleis en de kemenade

### De binneninrichting
Toen het slot afgewerkt was telde het meer dan tweehonderd verschillende kamers en zalen waarvan er slechts vijftien volledig werden afgewerkt. In het paleis vindt men op de laagste verdiepingen slechts dienstruimten en kamers die bedoeld waren voor het personeel. Tegenwoordig zijn daar ook de kantoren van de diensten die het kasteel uitbaten gevestigd. Op de bovenste verdiepingen (derde en hoger) vindt men de pronkkamers en de ruimtes die voor de koning bestemd waren. De totale oppervlakte van alle verdiepingen bedraagt bijna 6000 m². Het grondplan hieronder geeft een overzicht van de derde verdieping.

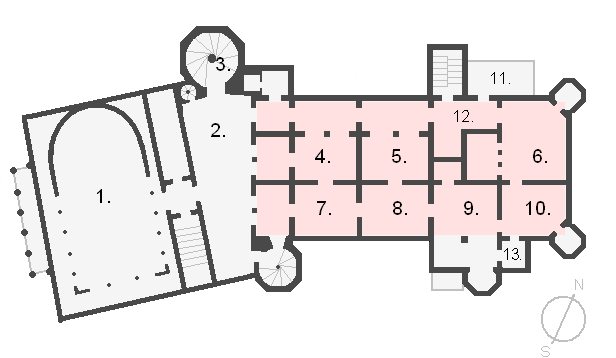
Grondplan van de derde verdieping

Men vindt de volgende kamers op de derde verdieping (De zangerzaal op de vierde verdieping is rood ingekleurd):
1. Troonzaal
2. Voorplaats
3. Hoofdtrap
4. Antichambre
5. Werkkamer
6. Woonkamer
7. Antichambre
8. Eetkamer
9. Slaapkamer
10. Kleedkamer
11. Wintertuin
12. Grot
13. Huiskapel

Het kasteel was voorzien van de modernste snufjes van die tijd, zoals centrale heteluchtverwarming, telefoon in de koninklijke vertrekken en een elektrisch belsysteem om het personeel op te roepen. In de gigantische keuken was warm en koud stromend water, evenals een liftje (ten behoeve van maaltijden). Op elke van de vier verdiepingen was stromend water en de wc’s waren voorzien van automatische spoelsystemen, een nieuwigheid voor die tijd.

#### De troonzaal en de zangerzaal

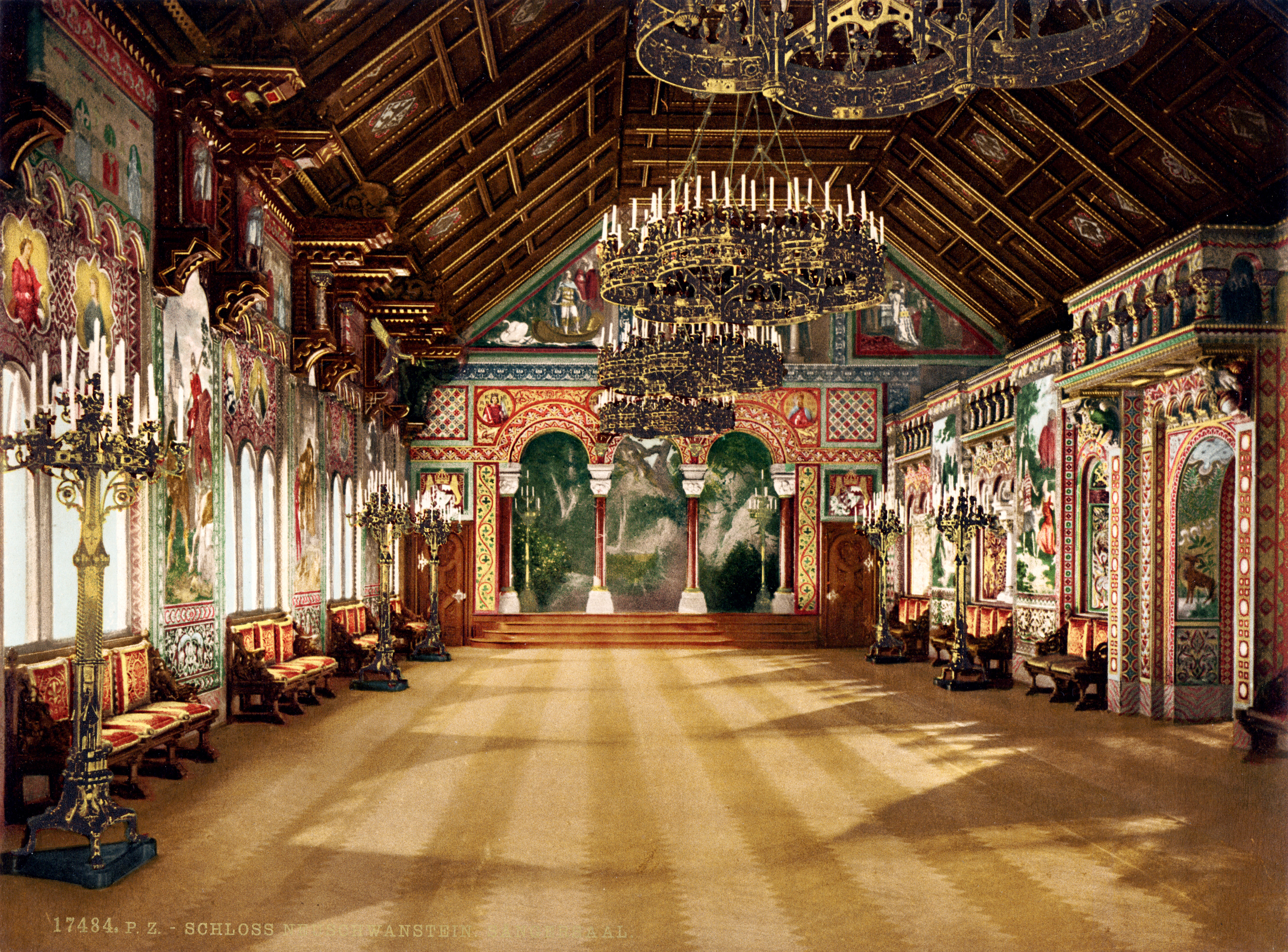
Der Sängersaal, Ingekleurde foto van het einde van de 19e eeuw

De grootste zalen van het slot zijn de troonzaal op de derde verdieping van het paleis en de zangerzaal op de vierde verdieping. De grootste van beide is de zangerzaal van 27 op 10 meter en hij is gelegen boven de appartementen van de koning. De zangerzaal en de feestzaal van de Wartburg stonden model voor de zangerzaal van Neuschwanstein en het was een van Ludwigs lievelingsprojecten. De zaal werd versierd met taferelen uit de opera's Lohengrin en Parsifal. Een van de lange zijden van de rechthoekige zaal wordt afgesloten met een galerij met een tribune bovenaan, zoals de gelijknamige zaal op de Wartburg. Deze zaal was niet bedoeld voor hoffeesten, hij was veeleer een gedachtenismonument voor de ridder- en minnekultuur waar de mensenschuwe koning kon vertoeven. Het eerste concert dat in de zaal plaatsvond was een herdenking van het overlijden van Richard Wagner in 1933.

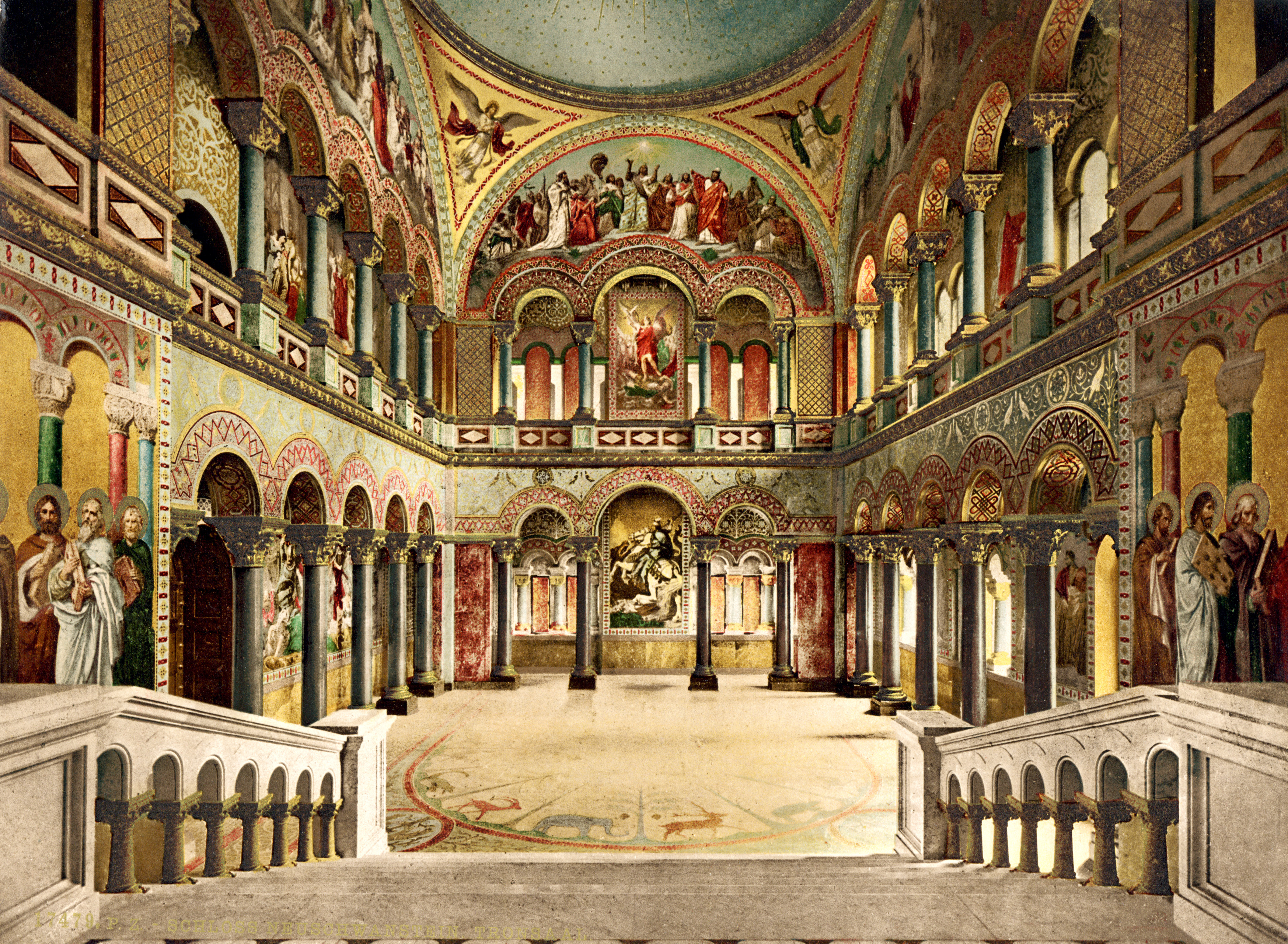
Troonzaal

De troonzaal gelegen in de westelijke vleugel van het paleis op de derde verdieping meet 20 x 12 meter. Door zijn hoogte van 13 meter neemt hij eveneens de ruimte van de vierde verdieping in. Het voorbeeld voor deze ruimte was de vroegere hofkerk, de Allerheiligen-kerk in de koninklijke Residenz in München, de zaal was een ontwerp van Julius Hofmann. Hij werd aan drie zijden door arcades omgeven en in de apsis was de plaats voor de troon voorzien. De troon werd echter nooit gemaakt. De wandschilderingen zijn van Wilhelm Hauschild. Het vloermozaïek heeft Ludwig nooit gezien. Voor Ludwig was de troonzaal de verzinnebeelding van de zaal op de mystieke burcht Monsalvat, waar de graal getoond werd aan de graalridders, en een symbool voor het Droit divin, waarover hij als staatshoofd van een constitutionele monarchie niet meer beschikte.

#### De woon- en dienstruimten

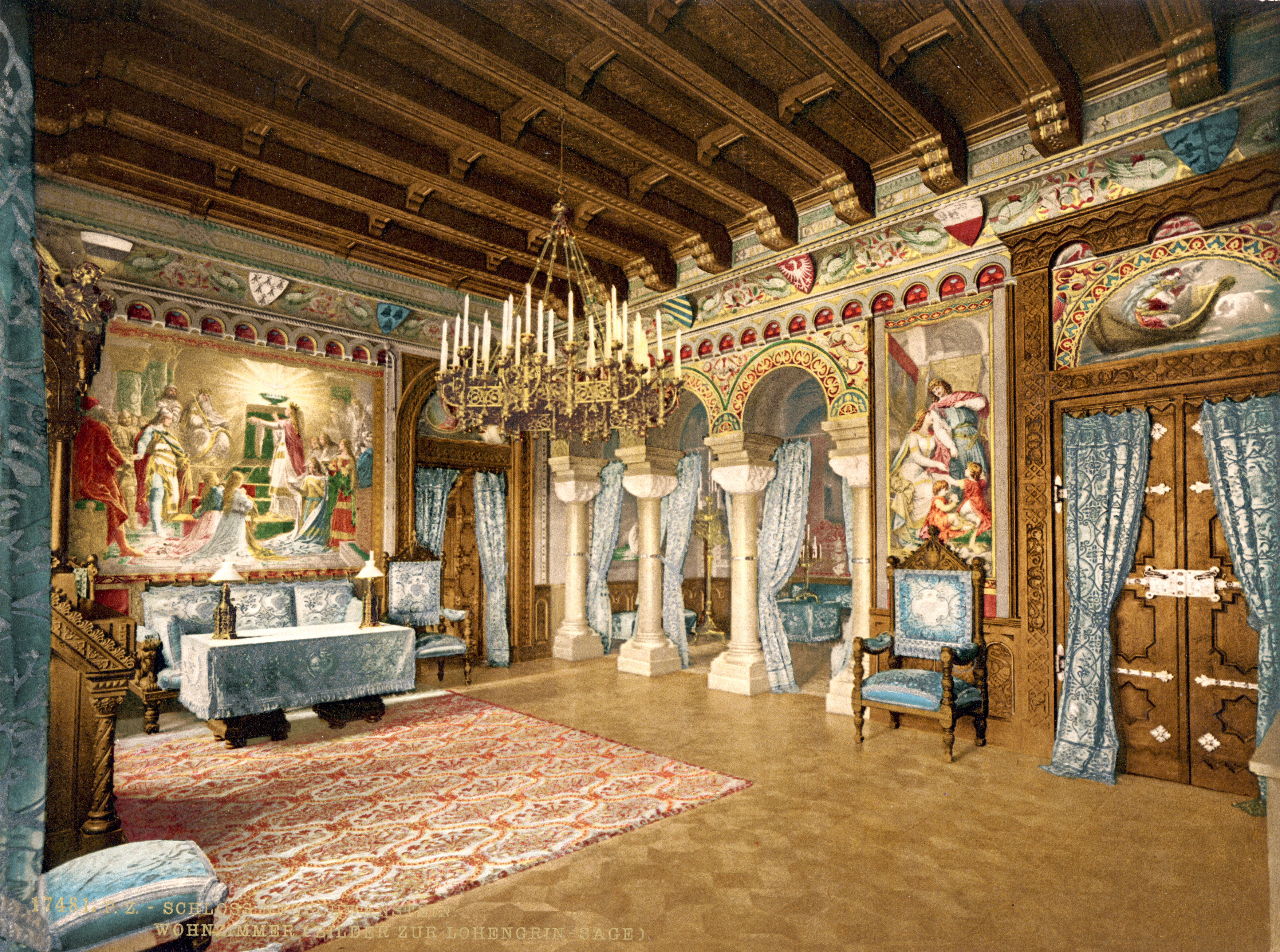
De woonkamer van Ludwig II met het originele meubilair. Foto uit de 19e eeuw.

De appartementen die voor de koning werden ingericht op de derde verdieping van de oostvleugel van het paleis waren nagenoeg voltooid voordat de koning overleed. Hoewel de kamers luxueus werden ingericht lijken deze ruimtes door hun beperkte grootte en het veelvuldig gebruik van sofa’s en zitbanken tamelijk modern. Zoals reeds eerder gezegd bestemde Ludwig dit woongedeelte strikt voor privégebruik en hadden ze geen representatieve functie. De wandtapijten, meubelen en andere kunstwerken die gebruikt werden voor de versiering van de kamers van de koning gaan zoals steeds terug op zijn lievelingsthema’s, de legende van de Graal, de werken van Wolfram von Eschenbach en de bewerkingen ervan door Richard Wagner in zijn opera’s.

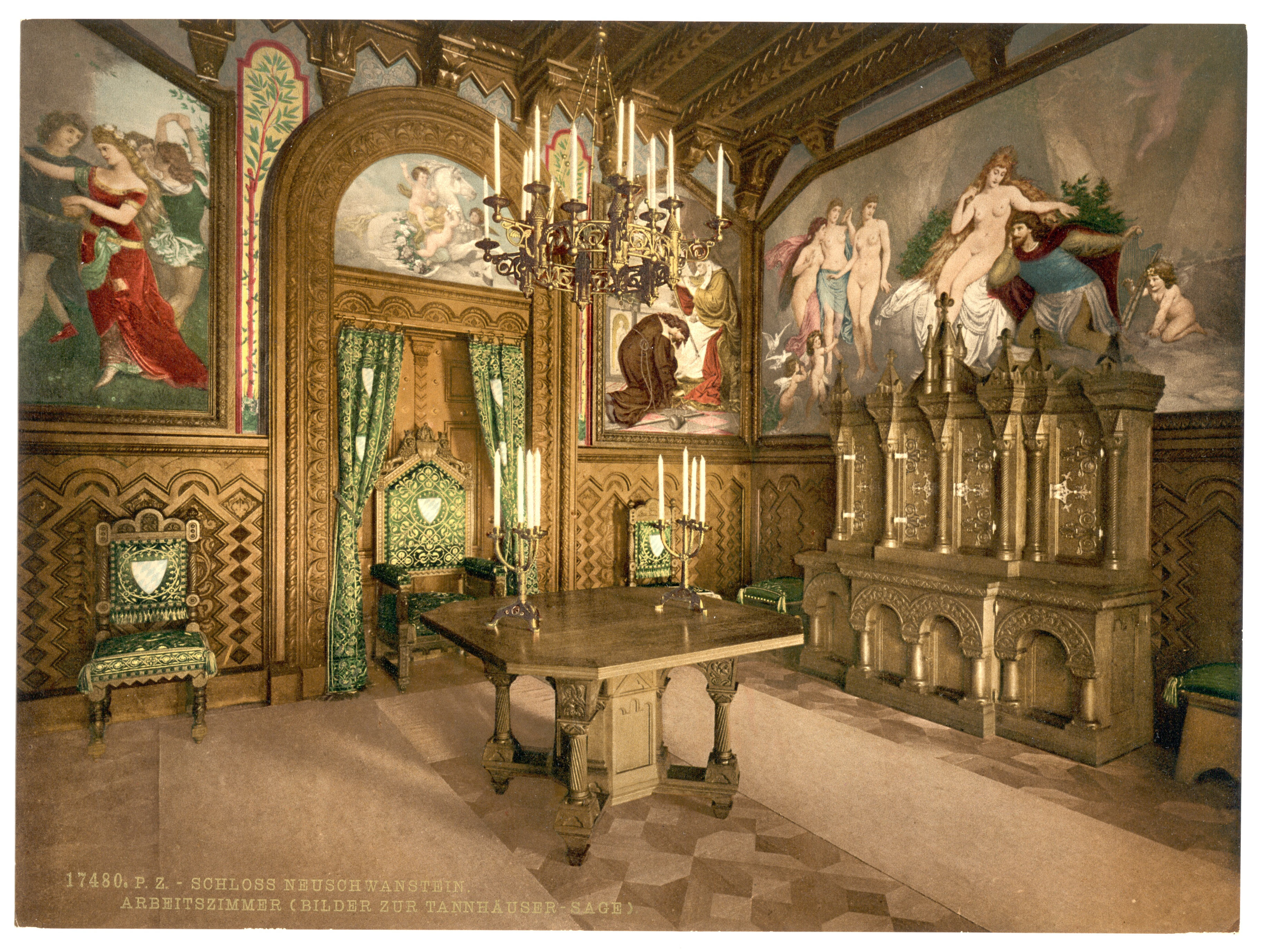
De werkkamer

De woonkamer tegen de oostelijke gevel aan, is versierd met thema’s uit de Lohengrinlegende. De doorgang naar de werkkamer van de koning wordt gevormd door een grot die oorspronkelijk met een waterval en een verlichtingsinstallatie was uitgerust, die een regenboog kon doen verschijnen. De grot vormt ook de verbinding tussen de woonkamer en de wintertuin. Deze grot verwees naar Tannhäuser en de legende van de grot in de Venusberg. Ludwig had al eerder een dergelijke grot laten bouwen, maar dan groter, in het Slotpark van Linderhof. Ook de decoratie van de werkkamer borduurt verder op het Tannhäuserverhaal in de versie van Wagner. De eetkamer naast de werkkamer gelegen is dan weer versierd met werken die verwijzen naar de minnezangers.

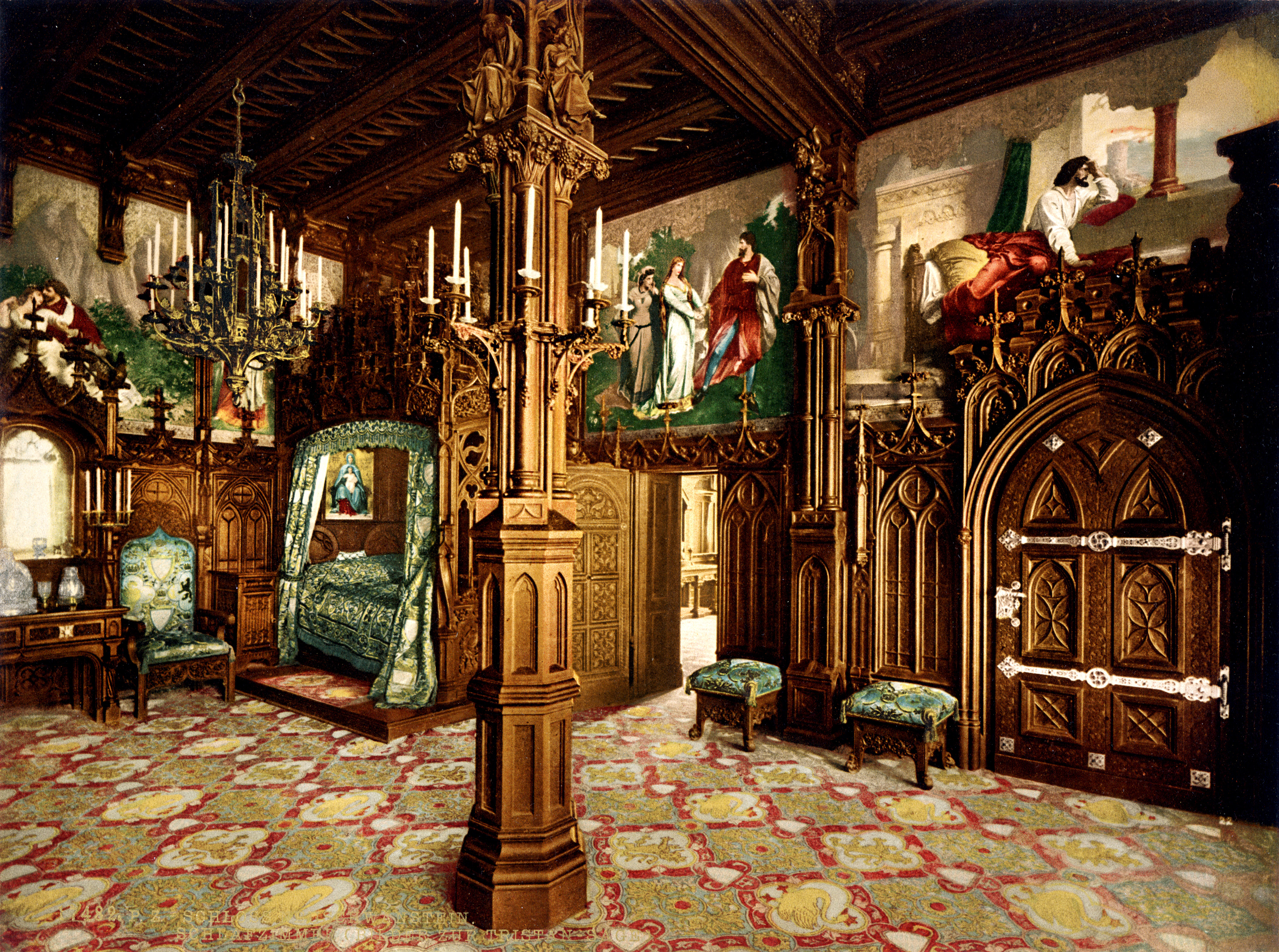
De slaapkamer in neogotische stijl, foto van de 19e eeuw

De keuken lag drie verdiepingen lager dan de eetkamer en het was dus technisch quasi onmogelijk om de tafel tot in de keuken te laten zakken om ze dan gedekt terug naar boven te brengen. Een dergelijke mechaniek was wel voorzien in Linderhof en Slot Herrenchiemsee. In de plaats hiervan was een dienstlift voor de schotels voorzien.
De slaapkamer die aansloot op de eetkamer en de huiskapel waren de enige kamers die in neogotische stijl waren ingericht. Het bed is uitbundig versierd met houtsnijwerk. Aan het bed met zijn talrijke pinakels en de houten lambrisering werkten veertien houtsnijders gedurende vier jaar. Het was in deze kamer dat Ludwig in de nacht van 11 op 12 juni 1886 in hechtenis werd genomen. Naast de slaapkamer bevindt zich een kleine huiskapel gewijd aan de heilige Lodewijk, de patroonheilige van de koning.